# Swansea (Carolina do Sul)
Swansea é uma cidade  localizada no estado norte-americano de Carolina do Sul, no Condado de Lexington.

## Demografia
Segundo o censo norte-americano de 2000, a sua população era de 533 habitantes.
Em 2006, foi estimada uma população de 779, um aumento de 246 (46.2%).

## Geografia
De acordo com o United States Census Bureau tem uma área de
3,0 km², dos quais 2,9 km² cobertos por terra e 0,1 km² cobertos por água. Swansea localiza-se a aproximadamente 108 m acima do nível do mar.

## Localidades na vizinhança
O diagrama seguinte representa as localidades num raio de 20 km ao redor de Swansea.